# Ameromyia pentheri
Ameromyia pentheri är en insektsart som beskrevs av Navás 1914. Ameromyia pentheri ingår i släktet Ameromyia och familjen myrlejonsländor. Inga underarter finns listade i Catalogue of Life.